# Rue des Capucins (Reims)
Pour les articles homonymes, voir Rue des Capucins.
La  rue des Capucins est une voie de la commune française de Reims, située au sein du département de la Marne, en région Grand Est.

## Situation et accès
La rue des Capucins appartient administrativement au quartier centre-ville.
Elle relie les rues de Vesle et du Ruisselet et porte le nom qui fait référence au couvent des Capucins de la ville.
Elle est à sens unique.

## Origine du nom
Elle porte le nom du couvent des Capucins sur lequel elle a été ouverte.

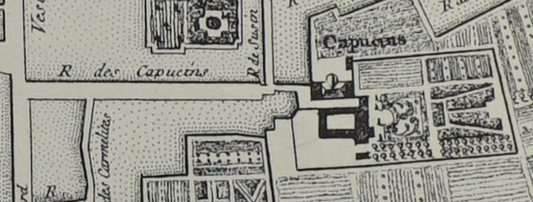
La rue et le couvent des capucins en 1775.

## Historique
La rue passe sur l'enclave du couvent des Capucins du XVIIe siècle. L'église fut détruite lors de la Révolution française, les bâtiments conventuels ayant servi d'hôpital militaire puis pour la filature J.Benoît. La rue reprend une partie de la rue du Jard Notre-Dame, puis en 1855 sur le clos des Capucins pour venir à toucher les propriétés de l'abbaye Saint-Remi.

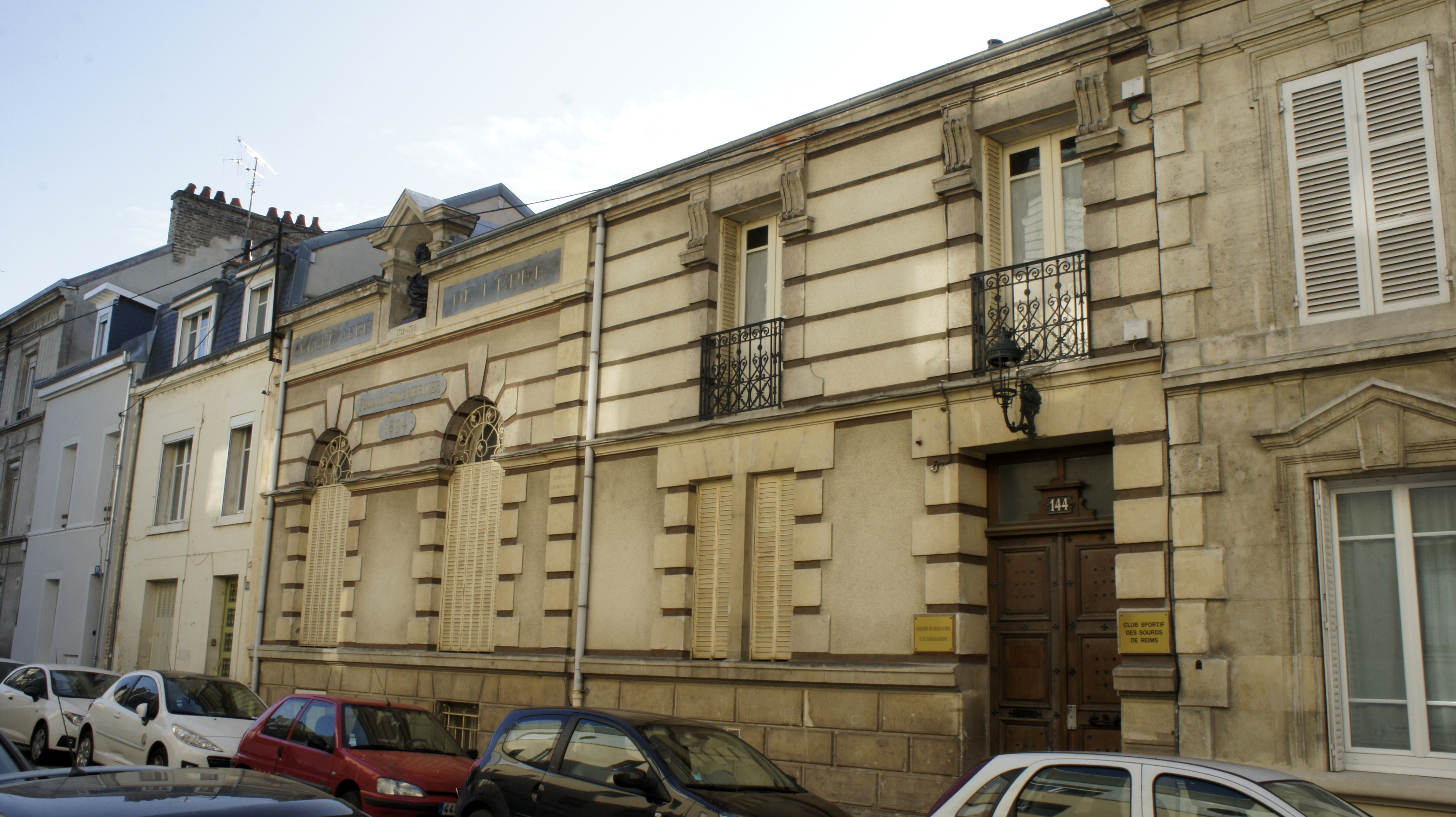
Au 146 immeuble dédié à l'abbé de L'Épée,
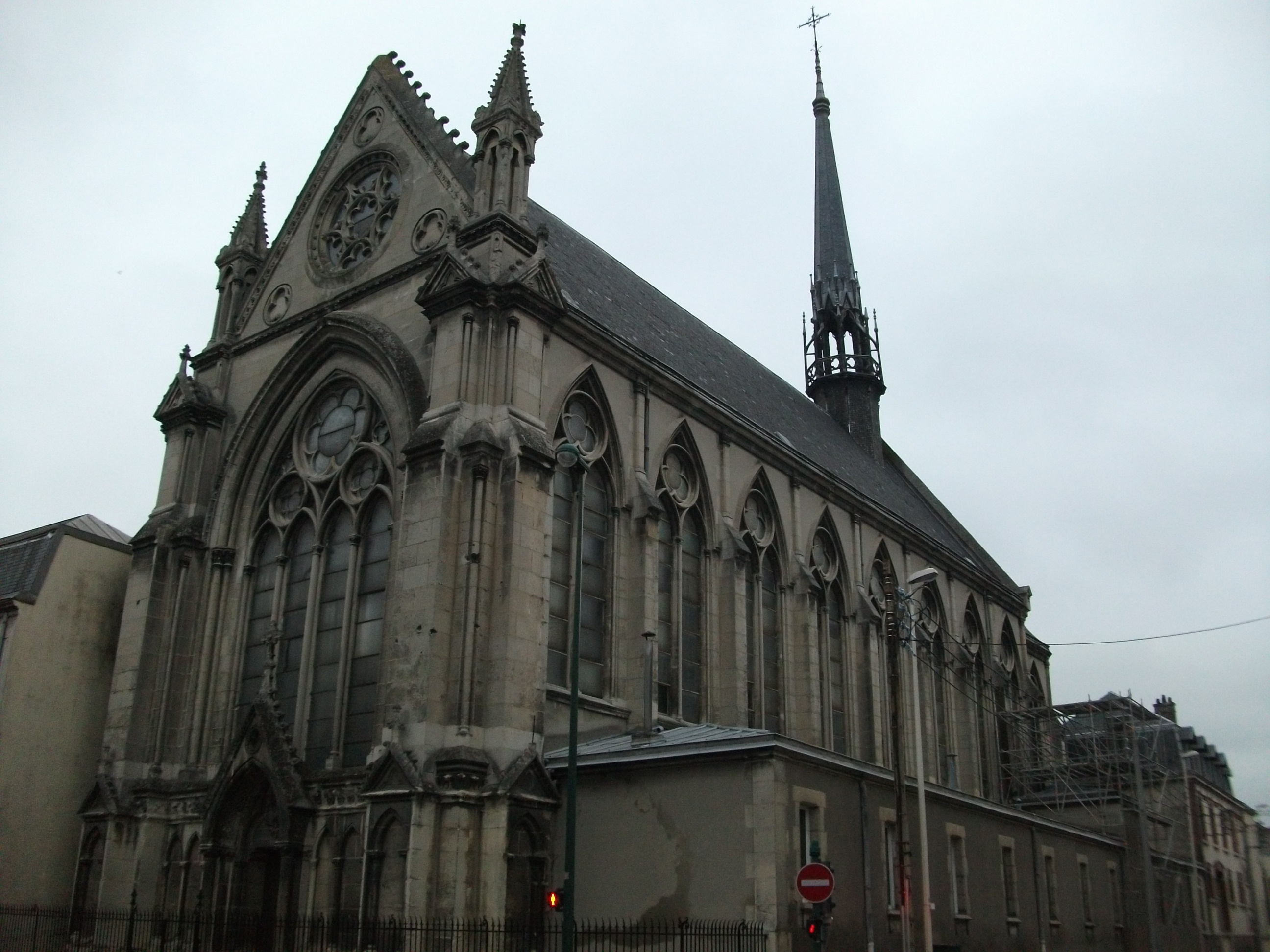
elle longe la chapelle Saint-Joseph,
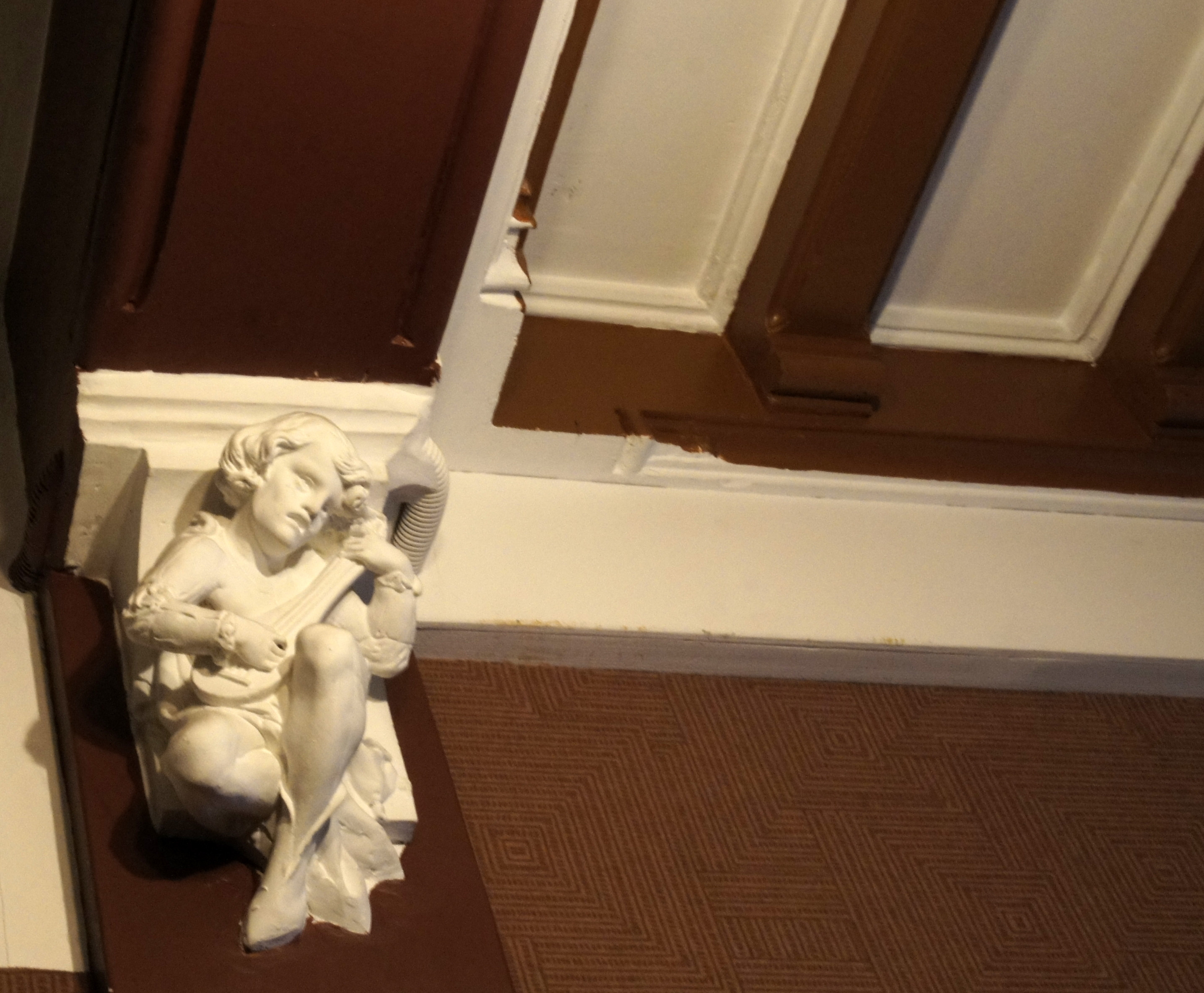
décoration sur le thème des musiciens au 122.

## Bâtiments remarquables et lieux de mémoire
La rue des Capucins dessert :
- Au n° 6 : immeuble de commerces et de logements, présentant des bas-reliefs de qualité figurant des oiseaux, de l'architecte Constant Ouvrière. Il est repris comme éléments de patrimoine d’intérêt local local[1].
- Au n° 48 : l’immeuble a servi d’agence à l’architecte Léon Gloerfelt, qui en était l'architecte. Il obéit aux règles de composition issues de la tradition Beaux-Arts avec une travée centrale majeure aux larges ouvertures, associée à deux travées latérales mineures. Il est repris comme éléments de patrimoine d’intérêt local local[2].
- Au n° 144 : Cercle Abbé de l'épée (1894) de l'architecte Émile Dufay-Lamy, financé par Eugène Mercier, fondateur de la maison de Champagne qui porte son nom et président de l'association des sourd-muet de Champagne[3].
- Au n° 153 : immeuble remarquable de composition symétrique à 3 travées avec une architecture très caractéristique d’inspiration régionaliste de l'architecte Noël Pierre.Il est repris comme éléments de patrimoine d’intérêt local local[4].
- Au n° 169 : immeuble remarquable avec deux sculptures caractéristiques de têtes de femme, situées sur les angles de la baie d’entrée (à coussinet).Il est repris comme éléments de patrimoine d’intérêt local local[5].
- Au 177 : la chapelle Saint-Joseph.
- Au 201 : la cour d'appel de Reims,
- Au 202 : la Caisse d'allocations familiales de la Marne.

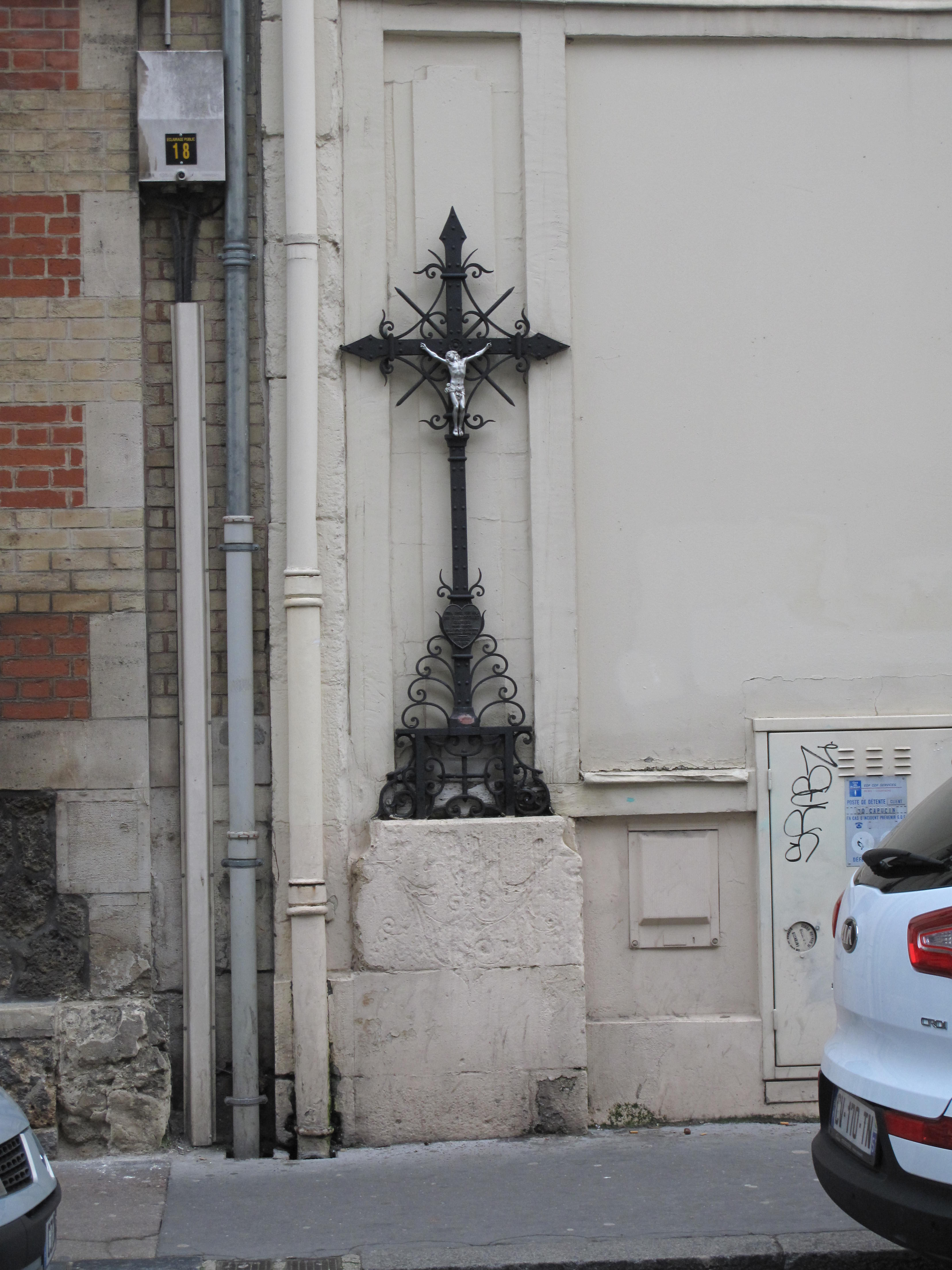
Croix de chemin.
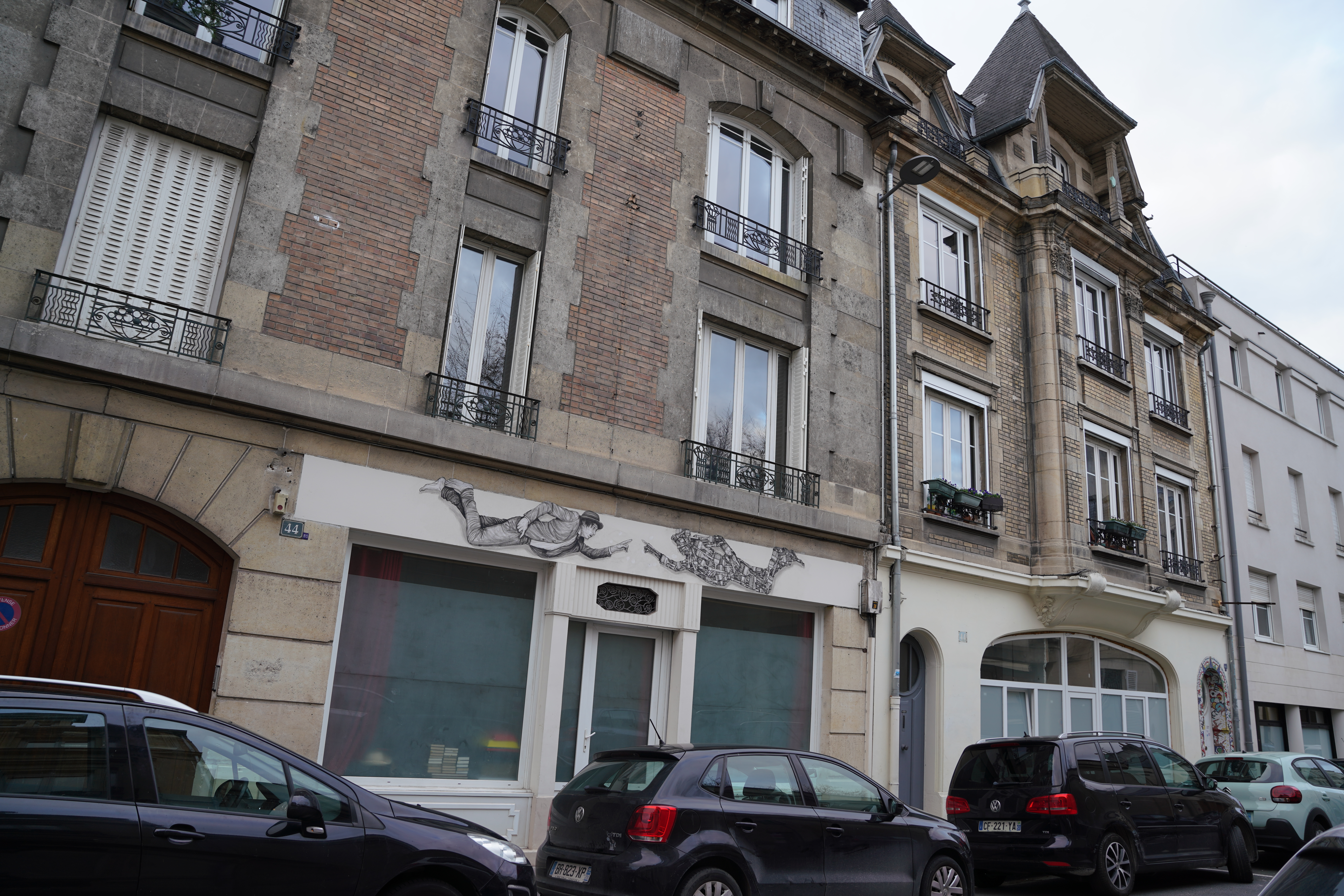
44 et 44bis, art-déco et street art par Levalet.
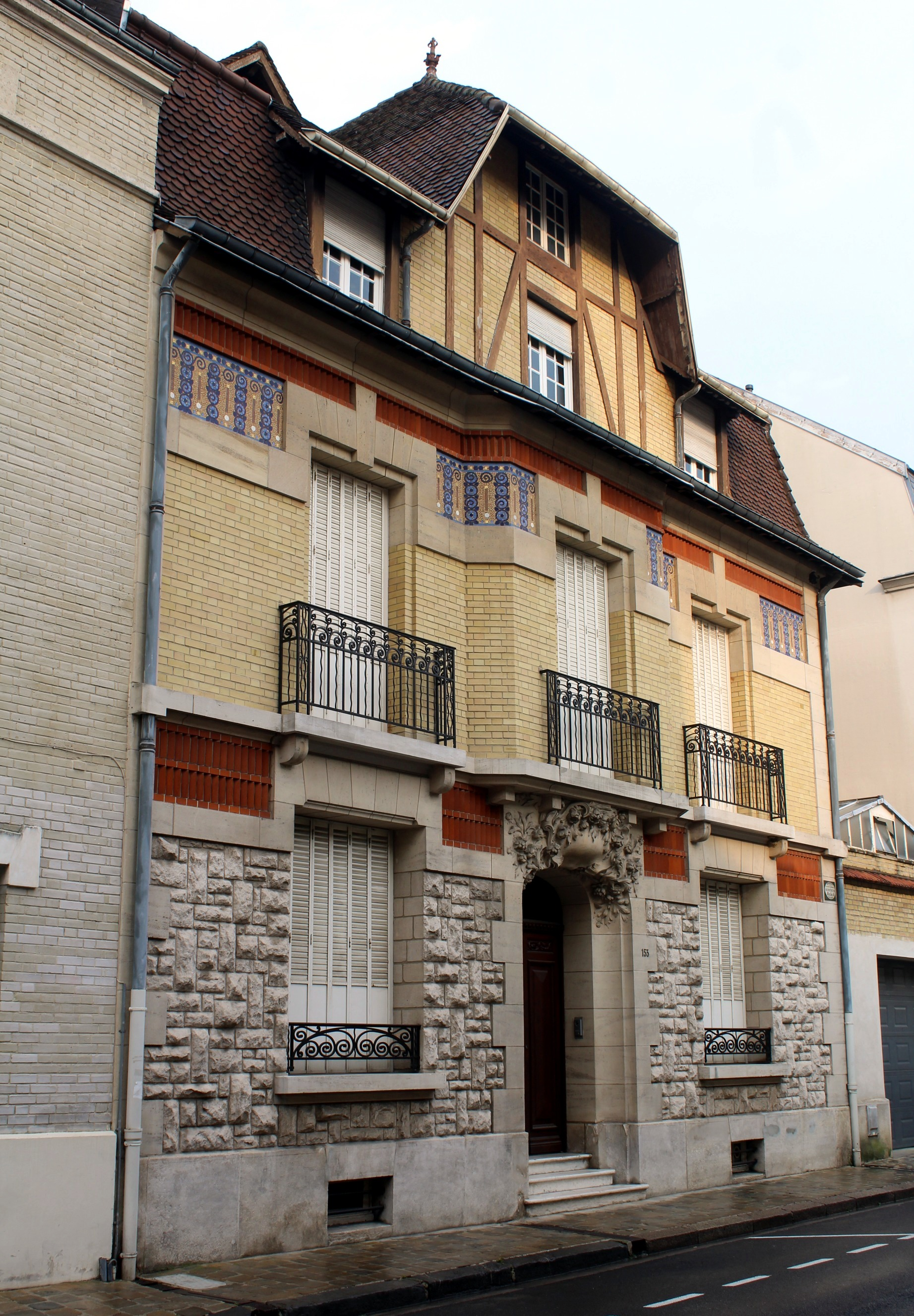
153 Rue des Capucins.
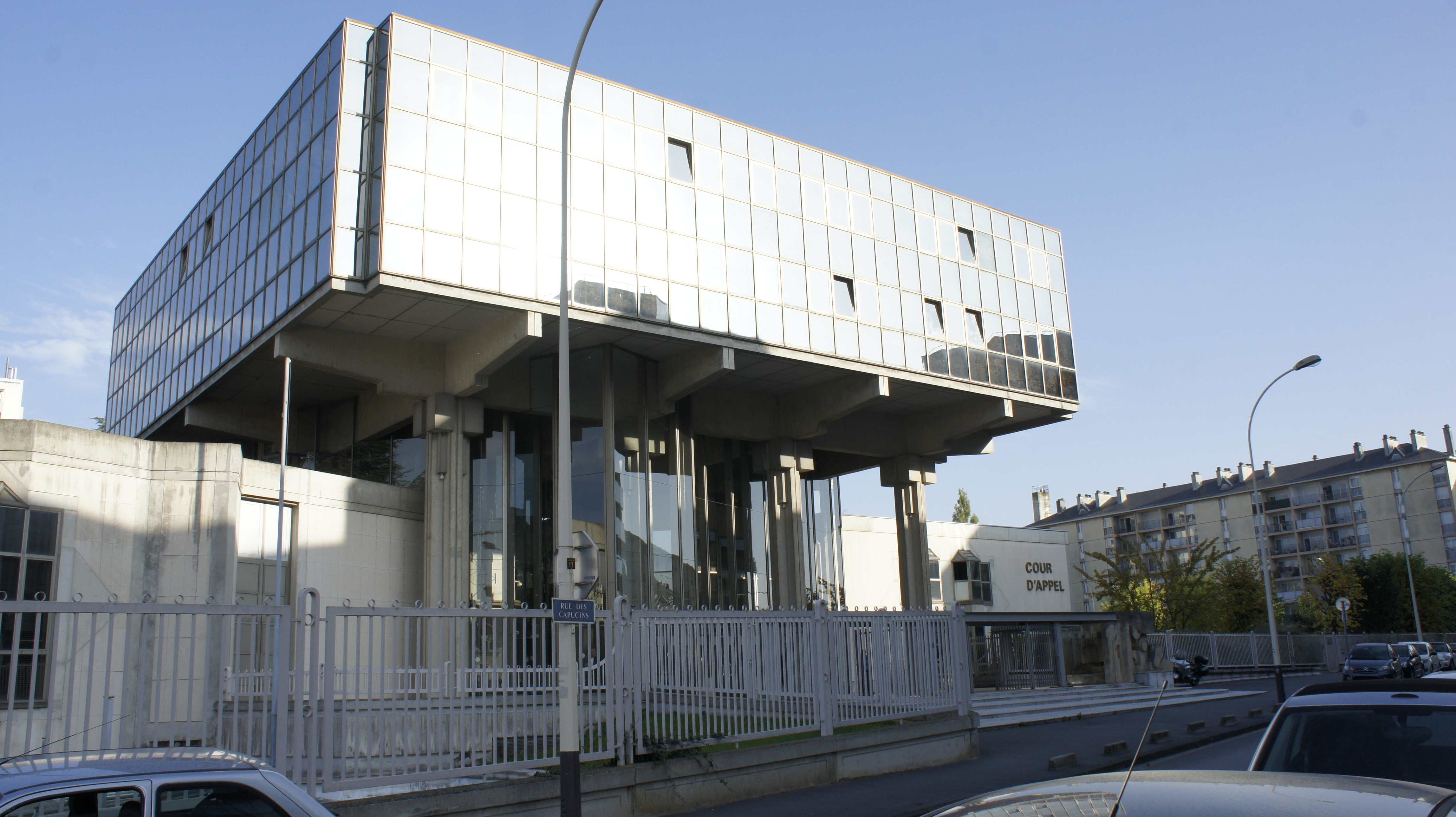
201 Cour d'appel de Reims.